# Marca (diari)
Marca és un diari d'informació esportiva amb seu a Madrid centrat especialment en el futbol. És de pagament i la seva edició pertany a l'empresa Unidad Editorial. Nascut el 21 de desembre de 1938, és el diari més venut a Espanya. El seu fundador i primer director va ser el metge i periodista Manuel Fernández Cuesta. Actualment (2025) la seva direcció recau en mans del també periodista Juan Ignacio Gallardo.

## Origen
El diari Marca va ser fundat com a setmanari gràfic el 21 de desembre de 1938 a Sant Sebastià. El seu primer editor va ser Manuel Fernández-Cuesta, germà de Raimundo Fernández-Cuesta y Merelo exsecretari general de la Falange Española Tradicionalista y de las JONS i posterior ministre de Francisco Franco Bahamonde. Va veure la llum en certa manera com una publicació revolucionària. La premsa esportiva era escassa a Espanya i no hi havia cap setmanari amb una qualitat gràfica com la del Marca. El setmanari ràpidament va quedar definit com una revista de vocació pluriesportiva, en la qual, el futbol compartia espais amb la resta d'esports.

## Etapes
El 25 de novembre de 1942 el Marca es va convertir finalment en un diari. Sis anys més tard, l'escassetat de paper i la lentitud de la rotativa van obligar el Marca a imprimir en offset. Es retornà a la mida inicial del periòdic i s'imprimiren les pàgines en tinta de color Sèpia (color), la capçalera en color negre i alguns titulars en vermell. No és fins a l'any 1953 quan el Marca va començar a veure el final del túnel. El final del bloqueig internacional a Espanya permeteren que el paper tornés a fluir novament amb abundància als tallers. A més, es va crear un nou càrrec directiu: el de cap d'informació que va recaure en mans de Carlos Méndez. El diari es va consolidar definitivament a principis dels cinquanta amb l'arribada de Santiago Bernabéu i d'Alfredo di Stefano al Reial Madrid. Començava l'època d'or del Reial Madrid i també la del Marca. L'efecte domino va ser imparable: quants més títols aconseguia l'entitat blanca, més creixia exponencialment la difusió del diari. En aquella mateixa època va rebre una carta del diari francès l'Equipe en la qual se l'invitava a participar en la creació d'una Copa d'Europa de clubs, l'actual Champions League. Així doncs, a la temporada 1955-1956, la Copa d'Europa de futbol va esdevenir una realitat. Però el Marca era inclòs dins la llista de diaris que pertanyien a la Premsa del Moviment. Així, amb el final del franquisme es va posar a la venda i va ser un grup d'empresaris, encapçalats per Juan Pablo Villanueva, Juan Kidelán i José María García-Hoz qui compraren la capçalera al preu de vuitanta milions de pessetes. L'any 1988 el Marca va celebrar les seves noces d'or. El periòdic complia cinquanta anys, una efemèride que va merèixer un suplement a tot color on es desglossava la història de l'últim mig segle de l'esport espanyol. Aquell mateix any, el Marca va obrir una nova rotativa a Sevilla i va començar a imprimir simultàniament el diari a Madrid i a la capital andalusa. Al llarg de l'any també va posar als quioscos diverses guies dedicades als diferents esports i va rendir homenatges col·lectius als màxims golejadors del futbol nacional i als ciclistes més grans de tots els temps. Un dels dies més importants pel diari va ser el 12 de juliol de 2010, un dia després de l'esdeveniment més important per la història de l'esport espanyol: la conquesta del Mundial de futbol. El diari Marca es va esgotar a les poques hores d'haver sortir al carrer i per aquest motiu, i com a fet excepcional, es va editar una segona edició del diari que es va posar a la venda a Madrid a la mateixa tarda i a la resta de comunitats autònomes el matí següent. Era la primera vegada que succeïa un fet com aquest en el periodisme espanyol.

## Seccions
Les seves seccions varien en funció del dia i del protagonista o protagonistes que hi ha en l'actualitat. Tot i així, el futbol s'emporta més de la meitat de pàgines del diari i la majoria de recursos també van destinats a l'esport rei a nivell espanyol. El Reial Madrid és el tema principal i normalment és la secció en la qual s'hi dediquen més pàgines. Tot i així, tot pot variar en funció de l'edició que el lector compri. Cal recordar que el Marca ofereix 14 edicions diàries: 11 regionals i 3 uniprovincials, a més de l'edició nacional. Així doncs, tot i poder variar, les seves seccions es distribueixen aproximadament de la següent manera:
- Reial Madrid
- FC Barcelona
- Atlètic de Madrid
- Resta Lliga espanyola de futbol
- Segona Divisió
- Futbol Internacional
- Poliesportiu: dividit en diferents apartats que apareixen d'una forma o altra depenent del dia i dels esdeveniments que hi hagi sobre cada esport. Normalment es dedica més informació a tots aquells aspectes relacionats amb la Formula 1 i el motor.
- Diversos: Dues pàgines amb la graella de la programació del dia, alguna efemèride, l'aniversari d'algun esportista i l'opinió d'un redactor o col·laborador del diari.
- Contraportada: “El Podio Marca”. Notes i articles d'opinió de les veus més importants que formen part del diari.

## Marca en altres mitjans de comunicació
- Marca a Internet: Marca.com és la pàgina web del diari Marca.
- Marca a la ràdio: Radio Marca es va posar en marxa l'1 de febrer de 2001
- Marca a la televisió: Marca inaugura un canal de televisió el 28 d'agost de 2010. Es diu MarcaTV.

## Directors

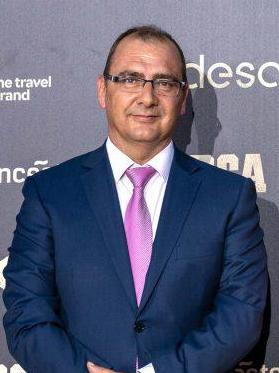
Juan Ignacio Gallardo, director de Marca des de 2016

- Manuel Fernández Cuesta (1938-1945)
- Ibrahim de Malcervelli (1945-1946)
- Manuel Casanova (1946-1947)
- Lucio del Álamo (1947-1954)
- Nemesio Fernández Cuesta (1954-1973)
- Carmelo Martínez (1973-1983)
- Valentín Martín (1983-1984)
- Juan Pablo de Villanueva (1984-1986)
- Jesús Ramos (1986-1987)
- Luis Infante Bravo (1987-1997)
- Manuel Saucedo (1997-2001)
- Elías Israel (2001-2005)
- Manuel Saucedo (2005-2006)
- Alejandro Sopeña (2006-2007)
- Eduardo Inda (2007-2011)
- Óscar Campillo (2011- 2016)
- Juan Ignacio Gallardo (2016-actualitat)[2]

## Direcció
- President executiu: Antonio Fernández-Galiano
- Director general editorial: Pedro J. Ramírez
- Adjunt a direcció: Santiago Segurola

Directors adjunts: 
- Francisco Justicia
- Miguel Ángel Turci
- Francisco García Caridad

Subdirectors:
- Juan Ignacio Gallardo
- Carlos Carpio

Caps de redacció:
- Ángel Cabeza
- Juan Manuel Bueno
- Roberto Palomar
- Gerardo Riquelme
- José María Rodríguez

## Crítiques
L'arribada d'Eduardo Inda com a director al diari Marca l'any 2007 va significar un canvi en la línia editorial del periòdic, la qual cosa va suposar el desacord d'una part important de redactors del diari, entre ells el llavors director adjunt, Santiago Segurola. Les crítiques de la seva direcció es van enfocar a la idea que la línia editorial que proposava Inda abusava del sensacionalisme i de la premsa groga. Aquesta situació va donar lloc a l'origen de diverses pàgines web, la finalitat de les quals consisteix a avaluar els continguts del diari. La més coneguda de totes és la pàgina web anti-marca.com, amb un nombre elevat de visites diàries. A principis del 2012, el diari Marca va tornar a ser notícia arran de la portada publicada el 12 de gener on es feien publiques unes discussions internes del vestuari del Reial Madrid. Als lectors del diari no va agradar aquesta portada, poc desenvolupada en el seu interior, i es va iniciar una campanya a la xarxa social de Twitter per tal de demanar accions contra aquest diari, ja que es va considerar que s'excedia en el sensacionalisme massa sovint.